# Holdingul GRIVCO
GRIVCO (Grupul Industrial Voiculescu și Compania) este un grup de companii din România, înființat în 1991, deținut de familia lui Dan Voiculescu, cunoscut om politic și om de afaceri român. Estimat la peste 350 milioane de dolari, holdingul este format din peste 20 de companii cu profiluri diferite: media, comerț, bănci, finanțe, servicii, producție, agricultură.
Din 2001, anul în care Partidul Conservator și liderul acestuia, Dan Voiculescu, intra la guvernare, holdingul a început să fie condus de Camelia Voiculescu. După cedarea conducerii holdingului către fiica sa, Dan Voiculescu a rămas acționar majoritar al holdingului GRIVCO.
Domeniul de internet grivco.ro este înregistrat pe persoană fizică.
Grupul GRIVCO este prezent și pe piețele internaționale, având reprezentanțe în Cairo, Istanbul, Moscova, Belgrad, Beijing, Beirut.
Cea mai cunoscută companie a grupului de firme este Trustul Intact, care include posturile de televiziune Antena 1 (generalist), Antena 3 (de știri) și Happy Channel (lifestyle), ziarele Jurnalul Național, Gazeta Sporturilor, Săptămâna Financiară și Top Gear, posturile de radio Romantic FM și News FM. Grupul GRIVCO mai deține și compania energetică Grivco Energy, implicată în anul 2006 în scandalul energiei furnizate de complexurile Rovinari și Turceni. Contractele oneroase încheiate în perioada noiembrie - decembrie 2005 le-au produs celor două complexuri energetice o pagubă de 15,7 milioane RON. De aceste contracte preferențiale au beneficiat șapte firme care au reușit performanța de a cumpăra energie în bandă (adică 24 de ore din 24) la prețuri care erau sub costurile de producție ale celor două termocentrale.
Domenii de activitate ale holdingul Grivco:
- media (trustul Intact)
- consultanță în afaceri și management
- cercetări aplicative și investiții
- producție produse lactate
- producție produse agricole
- distribuție
- restaurante